# プラレール

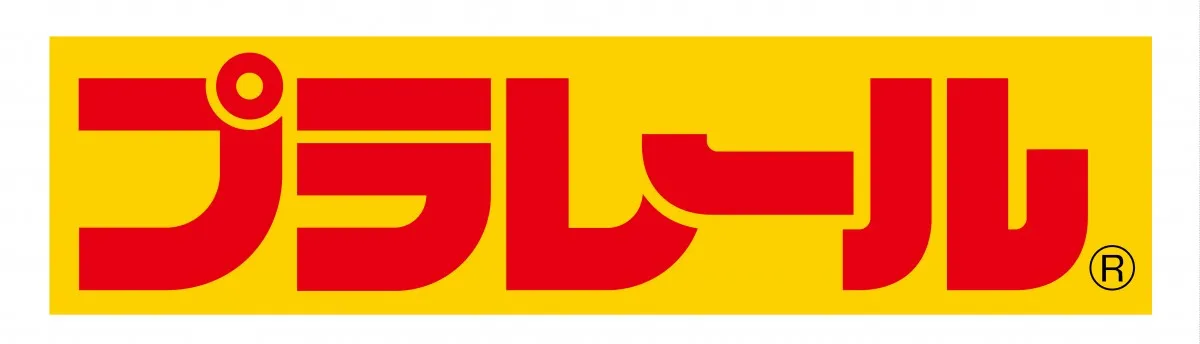
プラレールの現行ロゴ

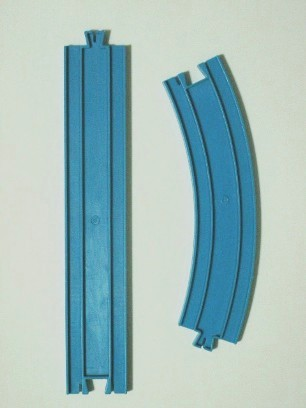
基本レール（直線レールと曲線レール）

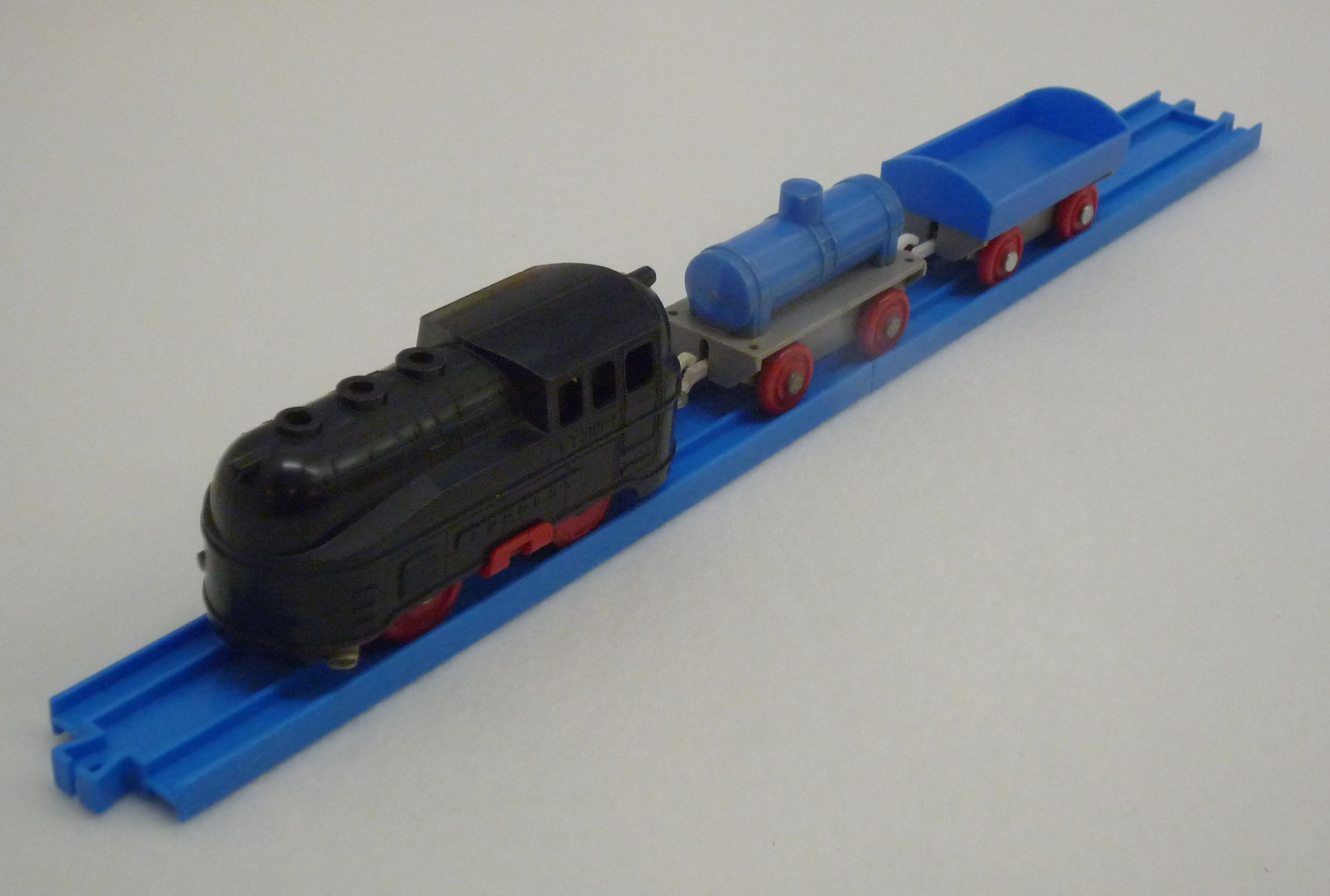
最初の電動車両

プラレール（英語: Pla-rail）は、タカラトミー（旧・トミー）より発売・販売されている鉄道玩具である。姉妹品に、自動車玩具のトミカ、小型版プラレールのカプセルプラレール（発売はタカラトミーアーツ）がある。

## 概要
トミー時代からの主力商品であり、発売から長年愛されるロングセラー商品である。同社の自動車玩具であるトミカと組み合わせて遊べるように設計されており、トミカと互換性を持たせた商品も発売されている。年に一度、主要都市等で開催されるイベント「プラレール博」は、「トミカ博」と共にトミー（現・タカラトミー）の重要なイベントのひとつであり、多くの来場者を集めている。
「青いプラスチック製のレールの上を、単2乾電池または単3乾電池1本で走る3両編成の列車」が製品の基本構成である。ただし、3両編成に当てはまらないものも発売されている。主に「鉄道が好きな15歳までの子供」を対象として作られているが、生産が長期にわたるため大人のファンも多数存在しており、市販されていないマニアックな車種を製品化したガレージキットが発売されたこともある。
プラレールの特徴である「単2電池で走る3両編成」は「電動プラ汽車」から確立され、2000年初期まで受け継がれた。
1971年からシリーズの見直しとして「電動プラ電車」と「電動超特急ひかり号」を除く車両は絶版となり、湘南電車がモデルの「かいそくでんしゃ」、151系がモデルの「とっきゅう」、そして当時はまだ現役であった「D51きしゃ」が加わった。この年は「D51きしゃ」「EF15でんききかんしゃ」は廃止にならなかったため、「モーターなし」と「フリーデザイン」の設定は全廃された。
1980年代前半には、プラレール販売開始以来最大の危機（冬の時代）を迎える。同時期に国鉄が資金難に陥り始め，新車があまりデビューしなかったのでギミックを取り入れた製品を多く開発しており、1983年には車内のチャイムを搭載した「メロディープラレール」、1984年には運転体験製品の先駆けとなる「R/Cプラレール」を発売したが、時期尚早だったことや価格が高かったこともあり，数年で生産中止になってしまった。その後、サウンドやギミックを装備した車種は2000年代以降数多く発売されることとなる。1985年の「ニュー新幹線」（100系新幹線）のヒット、1987年に「ニュー新幹線」を手転がし対応の新動力ユニットに刷新した「2スピード新幹線」がヒットしたことをきっかけに、「冬の時代」から立ち直っていった。
トミカと同じく製品の品番入れ替えが不定期に行われており、音・ライト・カメラなどギミックを搭載した車両もある。キャラクター関係では「きかんしゃトーマス」シリーズや「チャギントン」シリーズ、完全オリジナルである「ハイパーガーディアン」シリーズ、実在の新幹線車両がロボットに変形する「シンカリオン」シリーズなども展開されている。
プラレールは、実際の鉄道現場で運行トラブル対処などの訓練用に用いられる場合もあり、タカラトミーが発行しているカタログで紹介されたことがある。JR東海では2004年に東海道新幹線の運転士見習いの研修用に導入し、2006年からは乗務員の訓練にも取り入れられた。JR東海特注の地上信号機の模型も存在する。東京メトロも2011年にプラレールを導入しているほか、伊豆急行でも2019年にプラレールを導入した訓練を行っている。

## 沿革
- 1958年 ‐ 最初期プラレールのルーツとなった「ハイウェーセット」がとみやま商事株式会社（トミー）より発売される。
- 1959年 - 「ハイウェーセット」の車両を連結式の列車にした、プラレールの元祖となる、手転がし式の「プラスチック汽車レールセット」が発売。
- 1961年 - 初の電動式である、「電動プラ汽車セット」発売。この時早くも、前述した定義による編成となった。
- 1964年 - 東海道新幹線開業により、「夢の超特急ひかり号セット」（手転がし式）、「電動超特急ひかり号セット」（電動式）を発売。なおこの当時は、車体色が赤と白の2色だった。
- 1968年 - 国鉄103系を模した「電動プラ電車セット」発売。当時は全4色だった。この商品は改良を重ねながら1994年まで継続販売される。1999年にセット品として5色が復刻され、2005年には40周年記念セットとして赤と緑の2色が復刻された。
- 1971年 - 国鉄181系を模した「プラレールとっきゅう」発売。中間車は「超特急ひかり号」の流用だった。
- 1972年 - 都電8000形を模した「ちんちんでんしゃ」発売。プラレール史上初の2両編成車両。走行中に「チンチン」と音がなるギミック付き。
- 1973年 - 「C12ロータリーじょせつしゃ」発売。わずか1年の短命商品だったが、40周年を迎えた1999年に復刻された。
- 1975年 - 国鉄165系を模した「東海型急行電車」発売。限定品もあり実際の車両と同様カラーバリエーションも豊富。2019年12月をもって生産を終了した。
- 1975年 - 営団地下鉄千代田線6000系を模した「ちかてつシルバーでんしゃ」発売。この商品は改良を重ねながら、「地下鉄電車」に改称され2003年まで継続販売される。
- 1977年 - 国鉄485系を模した「L特急」発売。2018年まで発売されていた。また、セットのみの販売などで実際の車両と同様カラーバリエーションが多い。
- 1978年 - 国鉄C12形を模した「C12蒸気機関車」発売。「C12ロータリーじょせつしゃ」から機関車だけが単品販売されたものであり、2009年に金型がリニューアルされ、現在[いつ?]も発売されている。
- 1979年 - 「ブルートレイン」発売。牽引機の変更などの改良を加えられながら販売されていた。
- 1979年 - 国鉄0系新幹線をライト付き車両に模した「ライト付きひかり号」発売。ヘッドライトを点灯しながら走行するプラレールの始祖。
- 1983年 - 「おどり子号」、「新幹線リレー号」、「通勤特急」発売。「おどり子号」と「リレー号」は当時最新鋭の国鉄185系電車を、「通勤特急」は阪急電鉄6300系を模したものだったが、すべて前述の「東海型急行」の型を使用しており、あまりにも実際の車両とかけ離れていたため不評で、短命に終わる。「通勤特急」は関西地区限定で販売されており、地域限定車種の元祖といえる。
- 1984年 - コントローラーを使う遠隔操作シリーズの元祖と言える「R/Cぼくはうんてんしゅシリーズ」発売。0系新幹線、200系新幹線、485系電車、165系電車、営団6000系、EF65 + 24系客車の6種。わずか3年で生産中止になった。
- 1985年 - 国鉄205系を模した「通勤電車」発売。初期製品は二段窓だった。
- 1985年 - 新幹線100系を模した「ニュー新幹線」発売。当時の大ヒット商品となる。
- 1987年 - 「ニュー新幹線」を改良した「2スピード新幹線」発売。この年発売の商品から、手転がし可能な2代目動力に変更された[注釈 4]。
- 1992年 - 「きかんしゃトーマス」シリーズ発売。現在[いつ?]は継続して発売される。
- 1995年 - 派生型製品「超特急ヒカリアン」のシリーズ展開が開始。発売初期から2001-2002年版までトミカ・プラレールカタログに掲載された。
- 1997年 - 10月14日を「プラレールの日」に制定。これを記念して都電6000形を模した「特別限定復刻版ちんちんでんしゃ」発売。以後毎年10月14日には限定復刻版が発売されるようになる。
- 1998年 - トミー運営の「プラレールファンクラブ」が発足。後に「トミプラクラブ」に統合。
- 1999年 - プラレール40周年。各地でイベントが開催され、さまざまな限定復刻版商品が発売される。
- 2000年 - 小型CCDカメラを搭載した「TVで遊ぼう! 僕はプラレール運転手」発売。車両は922形検測車・ドクターイエローを採用。
- 2001年 - プラレール史上初の懸垂式モノレールがセットされた「タイムステーションD51」発売。
- 2001年 - ハイパワーモーターを搭載した「EH500金太郎」と「EF210桃太郎」発売。以降長大編成の組成できるセットが発売されるようになる。
- 2002年 - 寝台特急北斗星をモデルとした、プラレールの常識を覆す7両編成の「いっぱいつなごうブルートレインセット」発売。
- 2003年 - 「サウンドプラレール」シリーズ発売。特に「サウンドC62重連セット」はその車両完成度の高さと実際の車両から録音された音を使用したことで人気になった。
- 2004年 - 「プラロード大鉄橋&マリンライナーセット」発売。瀬戸大橋をモデルにした長さ85cm、高さ27cmという類を見ない大きさの大鉄橋がメイン。付属するJR四国5000系マリンライナーのクオリティが向上（現在[いつ?]は廃盤）。
- 2005年 - 自由自在に曲げて使える「まがレール」発売。それまでは基本的に直線と曲線レールのみだったが、まがレールの登場でレールの拡張性が高まった。
- 2006年 - 「京浜東北線スペシャルセット」 「広島電鉄5100形電車〔Green mover max〕」発売。日車夢工房よりN700系が発売。路面電車シリーズが発売。特殊な連結器により連接構造を再現。
- 2007年 - 「常磐線スペシャルセット」「S-32ドア開閉E231系500番台山手線」発売。また阪急電鉄より「阪急電鉄9000系」も発売。
- 2007年 - 鉄道博物館開館を記念し、鉄道博物館に展示されている車両を製品化した「鉄道博物館開館記念スペシャルセット」と「C57 135号機 鉄道博物館仕様」を発売。鉄道博物館オリジナル埼京線205系を発売。
- 2008年 - 「JR雪国列車スペシャルセット」、「地下の駅」、「地下直線レール」、「高架直線レール」、「高架曲線レール」を発売。新たなレールの発売により、地下鉄や高架線の風景の再現が可能となる。
- 2009年 - プラレール50周年。50周年を記念し、「C12蒸気機関車アーチ橋とレールセット」を発売。絶版となっていたアーチ橋が復活。セットに含まれるC12は新規金型によるものとなった。また、同じく50周年であったベビースターラーメンとのコラボ企画が登場した。
- 2011年 - 既存のレールで2台の車両が走れるハーフサイズの「プラレールアドバンス」を発売。
- 2012年 - 玩具カテゴリ初となるエコマーク認定商品である「エコ直線レール、エコ曲線レール」を発売。レールカラーは通常のブルーではなく、エコをイメージしたグリーン。
- 2014年 - プラレール55周年。この年から、3代目動力が登場した[注釈 5]。
- 2015年4月1日 - 日本の商標制度の改正に伴い、プラレールの線路の青色が商標出願された[6]。「新幹線変形ロボ シンカリオン」シリーズの展開開始。
- 2015年 - 「いっぱいつなごう C58SL銀河」発売。
- 2016年 - 「ライト付500 TYPE EVA」発売。
- 2017年 - レインボーブリッジのループ部分を模した情景が入った「トミカとならんで走ろう！ダブルループ橋レールセット」が発売。
- 2018年 - クルーズトレインDXシリーズとして「TRAIN SUITE 四季島」が発売。プラレール初の車内灯が点くギミックを搭載した。
- 2019年 - プラレール60周年。60周年記念で発売されたオールインワンセット[注釈 6]「レールも!車両も!情景も!60周年ベストセレクションセット」の同梱車両として架空の鉄道会社「プラレール鉄道」のオリジナル車両「P001レッドフライナー」が登場[7]。
- 2021年
  - 1月28日 - 2019年に登場した架空の鉄道会社「プラレール鉄道」を鉄道の魅力を発信するプロジェクトとして本格始動することを発表[8]。
  - 10月21日 - 「電池いらずで出発進行!テコロでチャージシリーズ」が発売。前後の手転がしで発電する機構を搭載したことで、プラレール車両史上初となる電池なしでの電動走行が可能となる[9]。
- 2023年
  - 4月20日 - 学研あるせｔングスの子会社である学研ステイフルが発売する知育玩具「Gakkenニューブロック」とのブランドコラボレーションが実現し、同社からプラレールのジオラマ用セット品「プラレールと遊ぼう! Gakkenニューブロックジオラマセット」2種を発売。なお、同日にプラレールにも限定生産のオールインワンセット「アソビも!パーツも!大ボリューム! プラレールベストセレクションセット」が発売され、2種類のパッケージデザインがコラボレーションパッケージとして統一されている[10]。
  - 6月22日 - 大人向けの新シリーズ「プラレールリアルクラス」が発売[11]。
  - 11月9日 - 「キミが運転!グリップマスコン」シリーズを発売。鉄道車両の運転台に設置しているマスター・コントローラーを模したコントローラーが同梱されており、6段階のスピード調整や加速・減速・停車・バックといった車両を自在にコントロールすることが可能となる[12]。
  - 11月23日 - 西日本旅客鉄道（JR西日本）の協力のもと、北陸新幹線福井・敦賀開業（2024年3月16日開業）を記念した福井県とのコラボレーション企画[注釈 7]の一環として、新九頭竜橋をモチーフとした鉄道道路併用橋を同梱したオールインワンセット「W7系北陸新幹線かがやき 鉄道道路併用橋セット」を発売[13]。
- 2024年 - プラレール65周年。
  - 3月16日 - 「R-29 S字レール」を発売[14]。レール部品単品としてはおよそ10年ぶりの新製品発売となる。
  - 4月13日 - 創業50周年を迎えたヤマダデンキとのコラボレーションによるダブルアニバーサリー記念のオールインワンセット「ヤマダデンキ オリジナル トミカプラレールスペシャルセット」を玩具取扱のヤマダデンキ限定で発売[14]。プラレールの車両・レールに加え、トミカやトミカタウンの建物・どうろパーツも同梱する。
- 2025年
  - 3月 - 編成車両に店頭での取扱地域を限定した「ご当地プラレール」を追加。第1弾は関東限定の「E233系京葉線」と東海3県及び近畿限定の「近鉄アーバンライナーnext」の2種類。
  - 5月30日‐「S-61 東武8000型」を発表。同車両が一般販売されるのは2005年3月の「東武鉄道スペシャルセット」以来である。S61は2015年の製品枠消滅以来、約10年ぶりの復活である。また同日、「プラレールリアルクラス 寝台特急富士」も発表。
  - 8月2日-「S-62 つくばエクスプレス3000系」が発売。これを持ってTXの車両は全て製品化（3000系以外廃盤）されたことになる。また、S62は2014年の製品枠消滅以来11年ぶりの復活である。

## 製品

### 車両
車体の材質は主にABS樹脂・ポリプロピレンなどの合成樹脂（熱可塑性樹脂）であり、車軸や電気接点など一部に金属が用いられている。1車両あたりの全幅は約40 mm、全高は約50 mmほどである。これは日本の一般的な鉄道車両のおよそ 1/70 - 1/80 の大きさだが、その縮尺に対して、車体の全長をさらに縮めた造形がされているのが特徴である。これにより、手に取りやすい大きさでありながら、小さな半径の曲線や急な坂を走行することが可能となっている。
車両は一部の例外 を除いて、2本の車軸を持つ4輪車である。車輪は単純な円盤形状であるが、レール側が溝状になっているため、脱線することなく走行する。また車両の端部に装備された連結器によって、他の車両を連結し牽引することができる。基本的には、マグネット式の連結器だが、東武リバティやパンダくろしおなどは、専用連結仕様になっている。以前には、スティックで2車両をつなぐ仕様もあった。
プラレールの車両は先頭車・中間車・後尾車の3両編成が基本である。このうち、動力で自走するのは主に先頭車であり、他の車両はこれに牽かれて走行する（一部、中間動力車がある）。
先頭車の内部には乾電池 を搭載するスペースと、モーター・スイッチ・ギアなどの部品からなる動力装置があり、乾電池を所定の向きに搭載しスイッチを入れるとモーターが回転し、ギアを介して車輪が駆動される。スイッチには電流のオンオフだけでなくギアを移動させる機能も備わっており、スイッチを切ると手で車両を動かせる。初期型（旧動力）は、スイッチが前面下部にあり、手転がしが出来ない。「おうふくプラレール」などのギミックがある車両も多く存在した。ボックスの素材は初期は金属製、後期はプラスチック製だった。
旧メカボックスの動力車（1987年〜）は、フック型のボディカバーで、電池交換を行いやすかった。しかし、ギアの音がうるさいという欠点がある。スイッチは、前面下部分から屋根中央あたりに変更されている。手転がしが可能になった。使用電池は、単2電池・または単3電池。
新メカボックスの動力車（2014年〜）は、電池の誤飲防止のためにねじ止め式になり、笛コンやマスコンシャーシに乗せ換えができる「のせかえシャーシ」となった。また、旧メカボックスの欠点であるギア音はかなり小さくなっている。さらに通勤電車などの、旧メカボックスでは1スピードだった車両も、大半が2スピードに改良されている。使用電池は、すべて単3電池に変更され、スイッチも屋根中央部から屋根後方部に変更されている。
中間車および後尾車においては、内部に何も搭載されていないのがほとんどだが、サウンド車やプラキッズ搭載車、ドア開閉車がある中間車や、連結機能や無電源発光がある後尾車もある。また、以前には、リモコン操作用の車両や、動力のついた中間動力車もあった。
車両は新幹線車両やJR・私鉄の特急型車両、通勤型車両、機関車・客車・貨車などの実在する車両を模したものがメインである。車種によっては鉄道会社の委託などによって特定の場所、イベントでしか販売されない限定品も存在する。このほか、「きかんしゃトーマス」「チャギントン」といった、鉄道車両をモチーフにしたキャラクターを再現したもの、オリジナルデザインの架空車両「プラレールハイパーシリーズ」「プラレール鉄道」など、数多くの製品が販売されている。
いずれも一定期間生産、販売されたあとはカタログ落ちし絶版となるが、塗装などのクオリティが向上されて特定のセットやイベント限定品として復刻販売される例もある。

### レール
プラレールのレール部品は発売当初から基本的な設計は変わらず、過去のレール部品と現行のレール部品でもほぼ問題なく接続できる。一部の例外を除き、端面から見るとアルファベットの H を3つ並べたような、上下対称のリバーシブルな形状である（一部、リバーシブル不可の物もある）。
接続面は 凸 と 凹 の形をしており、小さな子供でも苦労せずに接続できる工夫がされている。ただし例外として、Uターンレール専用の曲線レールの接続面は Ω 状の形を、イギリスで発売されている機関車トーマスシリーズの転車台専用直線レールの接続面は ◇ 状の形を、複線ターンアウトレールの接続面は ∩∪ 状の形をしている。転車台と専用レールは一部のトイザらス限定セットにも含まれている。
基本となるレール部品は曲線レールと直線レールで、一部の例外を除きほぼすべてのレール、情景部品がこのレール部品を基本としている。ターンアウトレールがそのもっともたる例で、直線レールと曲線レールを合わせた形になっている。近年では、レバーを上げるだけで車両を止めることのできるレールや、自由に曲げることができるレール、自動的に切り換わるポイントなども登場している。
かつては、「1/2直線レール」や「1/4直線レール」の規格にも合わない半端な長さの「ジョイントレール」が存在していたほか、曲線半径が現在の「複線外側曲線レール」よりも大きい「大曲線レール」、ブロック橋脚を使う「ニュー坂レール」とは高さが合わない、レールと橋脚が一体となっている「大橋レール」などがあった。後にこれらのレール部品は改良され、ジョイントレールは1/4直線レールに、大橋レールはニュー坂レールに改良された。大曲線レールは発売終了となった。また、1960年代には急な勾配を持つ「電動用橋レール」があったものの、初期の手転がし車両用として作られたレールのため、電動車は降りる方向のみしか通過することができなかった。また、レールの接続方向を変えるためのジョイント、凸型の部分を2つ繋げた鼓型のジョイント等も存在し、旧版の転車台（大型転車台）に付属していた。
レールの材質は主にポリプロピレンなどの軟質プラスチックを使用しており、子供が手荒く扱っても壊れにくいものとなっている。ただし例外として、「坂レール」や「坂曲線レール」、「まがレール」など一部に材質の異なるものがあり、これらは他のレールに比べ比較的割れやすい。
1980年代末以降に生産されているレールには車輪との接地面に細かいギザギザが入っているが、初期に発売されたレールにはギザギザが無く、ツルツルで車輪が空回りしたりすることがあった。ツルツルからザラザラを施した時期を経て現在のギザギザへと変わり、後輪のゴムとレールのギザギザを噛み合せることでしっかりと走らせることができる。なお、ザラザラからギザギザへの移行期には、従来の面の上にそのままギザギザを追加したレールも存在した。
レールの色は青が基本であるが、ハローキティドリームトレインセットのピンク色など、一部セット品には他の色のレールも存在する。なお、かつてジャスコ限定で赤・緑・黄・白のレールが売られていたほか、プラレール博など各種イベントでスケルトンや各種カラーレールが売られている例や、2012年には、チャギントンシリーズの「ココとヴィーのカラフルまがレールセット」（まがレール）、「ブルースターのアクション時計台」（曲線レール）などがあり、緑色のエコ直線・曲線レールなど例外も少なくない。
2023年12月には新たなカラーレールのセット品となる「景色のカラーレールキット」が発売され、第1弾となる「～雪と鉄道～」では雪景色をイメージした淡いブルー、2024年2月に発売された第2弾となる「～花と鉄道～」では桜をイメージしたピンクを基本に、つなげレールやストップレールは菜の花をイメージしたイエロー、ニュー坂レールはラベンダーをイメージした淡い紫の3色。同年6月に発売された第3弾となる「～海と鉄道～」では海沿いを再現するため、基本の青に加えて水色と白を加えた3色。同年9月に発売された第4弾となる「～紅葉と鉄道～」では紅葉をイメージした赤・橙・茶・黄の4色で、「景色のカラーレールキット」4種類を全て揃えた場合、レールのカラーバリエーションは「～海と鉄道～」に同梱する基本の青を含めて10色となる。
2023年6月に「プラレール リアルクラス」が発売された際、枕木が表現されたリアル形状となったグレーのリアル直線レールとリアル曲線レールが登場した。単体のレール部品としては当初はタカラトミーモール限定で発売されていたが、2024年7月からは一般販売されるようになった。

### 情景部品
レール部品の規格を基本に、プラレールの世界にも実物と同様、橋・踏切・駅・信号機・車庫などの建造物を模倣した情景部品が存在する。車両の動きに合わせて遮断機が下り、音が鳴り、車両が止まるものもあり、プラレールの世界を彩っている。情景部品の多くは単品で発売されているが、車両基地・高架駅などの一部の情景部品はセット売りのみの場合が多い。
トミカとのコラボレーションを考慮して、道路モジュールを組み合わせたセット商品も発売されている。特にプラロードは、プラレールと同様に乾電池で自走するモータートミカや道路部品、信号機などと組み合わせて遊べる商品であるが、同シリーズは2006年に展開を終了した。
車両のない大型情景セットも存在し、「日本全国アナウンスステーション」などがある。ステーション系大型情景部品は単体発売されることもあり、「おおきなドームステーション」、「きかんしゃトーマス・ナップフォードステーション」などのように、レールセットも併売される。その他、トイザらス限定など小売店が企画したセットもある。
かつては多彩な情景部品が発売され、歩道橋や回転広告、灯台付きトンネル、牧場、ブロック式の建物、モノレールなどが発売されていた。一部の鉄橋やトンネルには、スーパーレールの製品をプラレール用に流用したものが存在した。

### 自動車
過去にはプラレールと互換性を持つ自動車もセット品や単品として存在していた。
ハイウェーセット
1958年に発売された最初期プラレールのルーツで、初めて青いレールが使われた商品。ミニカーは木製。床とロード（レール）を繋ぐためのスロープロードが付属している。
プラ電動ハイウェイバス
1966年から1969年にかけて発売された、プラレールの車輌と同じ造りで造られたバス。青いレールの上を走らせて遊ぶ。動力シャーシは同時期にトミーから発売されていた「電動プラ汽車セット」の物と同じものが使用されている。
プラハイウェイ
1968年に発売され、1970年代にプラレールのセット商品として展開された商品。初めて専用のロード部品が用意された。「プラハイウェイ」の名前で単体販売もされた。ミニカーの精巧さは2000年代の「プラロード」に類似する。初めに販売された「全自動ふみきりセット」はハイウェイの名を冠していない。1974年に展開を終了した。
プラロード（1980年代）
1985年から販売を開始。1987年に「ロードカー」へ名称を変更。B/Oトミカ販売以前に展開されていた商品（これ以降では「旧プラロード」と表記する）。チョロQに近い大きさの電動ミニカーが専用の道路部品を自動走行する構成となっており、単品販売もされていた。1990年を最後に展開終了した。
B/Oトミカ→モータートミカ
1993年にトミカブランドから、旧プラロードよりもリアルなスタイルの電動ミニカー「B/Oトミカ」が発売された。1997年に「モータートミカ」に名称変更。情景ロード部品にはトミカタウンと繋げられる凹凸が用意されており、連繋が考慮されていた。
プラロード（2000年代）
B/Oトミカ（モータートミカ）が絶版となった後の2004年、プラレールブランドの「プラロード」として再度商品展開された（これ以降では「新プラロード」と表記する）。B/Oトミカと新プラロードの道路部品は基本的に互換性がある。大きな変更点は橋脚がプラレール対応のブロックに変更されたことで、プラレールと混ぜて遊ぶことがより容易になった。なおこの変更により、B/Oトミカの坂道の部品や橋脚などの部品は混ぜて使用できない。同シリーズは2006年以降に展開を終了し、完全絶版となった。これらのブランドはいずれも動力は単五電池を使用していた。
単品販売もされた。その時の商品を以下に掲載する。
- D-01 直線どうろ
- D-02 1/2直線どうろ
- D-03 曲線どうろ
- D-04 坂どうろ
- D-05 どうろ橋脚

長さはプラレールと同じである。このほかに1/4直線どうろなどがあった。また、B/Oトミカもしくは新プラロードと、プラレールが一緒に遊べるセットも発売された。
なお、新プラロード以前は通常のプラレールの線路を道路として走る物などが試みられており、「はじめてプラレール」などが例であったが、こちらも現在は絶版、または商品展開をしていない。
トミカタウン
2008年にトミカタウンの一部の部品の寸法が変更されたり、一緒に遊べる情景レールが販売されるなど、プラレールとの連繋が強化された。
トミカシステム
2015年からトミカブランドより販売されている製品。橋脚の高さがプラレールと同じで、繋ぎ目も互換性がある。

### デカプラレールタウン
実在の列車・車両などをモチーフにしながら、実車では有り得ない巨大な縮尺で作られたモデル。車体を展開させてレールを連結し、通常サイズのプラレールを内部に引き込む「ステーション」へと変形する。
「デカプラレールタウン」と銘打ったブランド名で発売されたのは2008年発売の「N700系新幹線ステーション」からであるが、その基本構造は1994年発売の「未来特急のぞみ号」でほぼ完成している。
- 「未来特急のぞみ号」（300系新幹線）
- 「ビッグつばさ号」（400系新幹線）
- 「超デカ500系のぞみ号」
- 「ビッグトーマス」
- 「タイムステーションD51」
- 「N700系新幹線ステーション」
- 「新幹線メガトレーラー」（日本通運）
- 「D51レールステーション」
- 「新幹線変形! メガデカE6系ステーション」
- 「あそべるエンジン!ビッグトーマス」
- 「基地に変形!! 超ビッグドクターイエローセット」[15]
- 「ピッとしてGO! 変形ドデカシンカンセンのぞみ」（N700S系新幹線）[16]

それぞれにも成型色・塗装違いのバージョンが存在する商品もある。

### プラキッズ
プラレールの「人形あそび」とトミカタウンの人形を併合し再構成して双方同じデザインに統一した、プラレールやトミカと一緒に遊ぶことができる樹脂製の人形。
2001年に「プラキッズ駅セット」、「プラキッズふみきりセット」から登場。2002年にはトミカにおいても、マグナムレスキューシリーズから採用された。基本的な形は変わらないものの、細かなディティールは絶えず変化しており、僅かずつ進化している。
頭、腕、足の3箇所が可動する。腕と足は左右繋がっており、別々には動かせない。ロングスカートや着物姿、手の平が下向き、片手または両手に工具を持っているなど、使い方が限定されるデザインの人形も多い。遊び方は、駅構内などに立たせたり、対応車両に乗せたりといったものがある。
プラキッズは基本的にセットに付属する形で売られており、単品での販売はあまり見られない。傾向としては「プラキッズ」と銘打った情景部品や車両単体（限定販売を含む）、「いっぱいつなごう」系統の車両セットに同梱される場合が多い。また、実在する鉄道や駅の販促用として製作されたり、ゲームセンターのプライズ品などのレアなデザインのプラキッズも存在する。
他の玩具に比べて、女性型プラキッズ（新幹線パーサーや女性客など）が比較的多くリリースされているのは、プラレール「人形あそび」シリーズのコンセプトであった「人形で遊ぶ女児ユーザーを取り込む事」を継承しているためである。
トミカわいわいDVDでは実際に売ってない撮影用のオリジナルプラキッズが登場するが、当時の限定版にはレギュラープラキッズの「タットンくん」や「コウジくん」が付属していた。

#### プラキッズ以前の人形
プラレールファミリー（1980年代前半）
単品販売の他、セットへの付属もされた。人形対応の車輌や情景レールが販売された。
プラレールタウン（1987年 - 1989年）
建物と人形のセット商品。プラレールファミリーからの変更点は、手を動かせるようになったこと。
人形あそび（1993年 - 1997年）
両手両足を別々に動かせる。人形対応の車輌や情景レール、1994年には大型商品「未来特急のぞみ号」が発売された。

## ぼくはプラレール運転士
主にマスコンを用いて電車の運転を体験するコンピューターゲームのシリーズ。
マスコンにモニターが付属しているものと、テレビ出力して遊ぶものがある。
家庭用ゲーム機を用いて汎用コントローラーにてプレイする作品も存在する。

### 日本一周 僕はプラレール運転士
2004年7月24日発売。
後続のシリーズにはない要素として、本体のマイクを経由してテレビから発車時アナウンス等を流すファミコンの2Pコントローラのような機能が付属している。

### ぼくはプラレール運転士 新幹線&蒸気機関車編
2010年1月5日発売。2010年最初のWii用のダウンロード専用ソフトとして1000Wiiポイント販売された。他シリーズと異なりWiiリモコンをマスコンやブレーキレバーに見立てて操作し停車駅で乗客の乗り降りが発生するN700系新幹線と、石炭を火にくべての運転が必要になるC12蒸気機関車の2種類操作系統の異なる運転ゲームをプレイすることが可能。

### ぼくはプラレール運転士 新幹線で行こう!
2012年11月3日発売。

### ぼくはプラレール運転士 新幹線で行こう! プラス
2015年11月5日発売。

## プラレールひろば
個人や私的団体などが主催し、近所の公民館などにプラレールのレールや車両を持ち寄り、自宅ではなかなかできないような広い線路を敷いたり、 たくさんの車両を並べたりして遊ぶことを目的としたイベントを、一般に「プラレールひろば」という。なお、主催者の意向によって「プラレール運転会」などの呼称が用いられる場合もある。
「プラレールひろば」は、一般に基本的な内容が以下のようなものをいう。
- 個人・私的団体・有志などが主催するもの。
- 主催者が線路を設置し、来場者が自分の車両を持ち込んで走らせることができるスタイルであるもの。
- だれでも無料で来場できるもの。

上記の内容のほかに、Ｎゲージの展示・幼児用プレイゾーンの設置・修理コーナーの設置などを併設するものもある。また、自治体などが主催する催事の一部として出展する場合もある。
「プラレールひろば」のはじまりは、1998年8月23日に東京都大田区の羽田図書館にて「あおぞら鉄道」という団体により行われた「あおてつ展」である。第1回はNゲージとの併設で、プラレールの線路は規模が小さく、車両の持ち込みもできなかったが、第2回（1998年10月4日開催）から車両を持ち込める現在のスタイルになり、イベントの呼称を正式に「プラレールひろば」と名付けた。
1999年7月10日に埼玉県川口市の芝北公民館で行われた「第1回プラレールひろばinかわぐち」から、「プラレールひろば」の呼称にイベントの開催地をつけた「プラレールひろばin○○」という形式の呼称が初めて使われ、以後、同様のイベントが日本各地に広まるとともに、この形式の呼称が広く使われるようになった。
現在は日本各地のほか、香港にも広まり、体育館・公民館・図書館などの公共施設で開催されている。その他、会場では地元を走る列車をモデルとした改造車両や、絶版品・限定品の売買、互いの車両の改造方法などを教え合うこともある。イベントの大型化に伴い、会場準備・運営・撤収などは団体または仲間を集めて協力し合うが、時間や会場が限られるため開催頻度は低下した。そのため小規模で開催する「プラレールひろば」も見直されている。
その他、「プラレールひろば」のカテゴリーではないが、各鉄道会社においても、研修車庫公開イベント時にプラレールを走行させたり、JR西日本が500系こだま号に「プラレールカー」を設置するといった動きが見られる。また、民間企業などが主催するプラレールを利用した事業において「プラレールひろば」の呼称が用いられることがある。

## バトレール
プラレールを互いに戦わせる競技であり、0601yukata氏(ニコニコ動画ではyukiya yukata氏)が「プラレールVSプラレールの落下バトル」と題した動画を投稿したことがきっかけとなり始まった。
なお、ジャングルラン以外はタカラトミー非公認の遊び方である。

## ハッピーセット
2010年7月から日本マクドナルドより、毎年1回プラレールのハッピーセットが発売されている。初登場の2010年と2013年を除き、基本的に鉄道の日（10月14日）がある毎年10月上旬から11月下旬にかけて8種類を発売している。2018年以降は前半と後半の2回に分けて各4種類ずつ発売され、前後半発売後に今年度の全種類を発売する方式に変更された。同時に後半ではシークレット車両が1つ追加されるようになった。大きさは市販のプラレールの半分程度である。市販のプラレールとの連結が可能で、全ての車両に楽しいギミックが仕込まれている。主に新幹線や特急列車といった人気車両を扱っており（2014年は新幹線のみ）、特にドクターイエローは2010年の初登場以来、毎年登場している。車両は選ぶことができず、どの車両が貰えるかは開けるまでのお楽しみとなっているが、実際は袋に書いている識別番号にてどの車両が入っているかが分かるようになっている。

## 類似商品
プラレールに類似する玩具が、タカラトミー以外からいくつか発売されている。
- TOT RAILROAD - 1950年代に米国キーストーン社、後にプレイスクール社が展開していた鉄道玩具。車両は木製だがレールはベージュまたは明るい青色のプラレールとほぼ同一のものであった。「プラスチック汽車レールセット」のパッケージに「米国プレイ・スクール社提携」との文言があるためコレクターの間ではこれらこそがプラレールのルーツであると見做されているが、公式な言及はない。
  - CHILD GUIDANCE RAILROAD - 米国チャイルド・ガイダンス・トイズが1960年代に展開したTOT系統の末裔。ジョイント部が丸型になっているが規格は共通であり、車両は初期の「電動超特急ひかり号」の色違いやゆうえんち汽車と同一のものが確認されている。
- アットレール - かつてウィンが発売していた鉄道玩具。ウィン倒産後はティーティーシーから発売されている。レールは灰色で、車両の窓は開いていないものが多い。ミニサイズのアットレールもあり、こちらはカプセルプラレールに類似する。
  - エクスプレスライナー - 明治チューインガムから発売されている鉄道玩具。上記のアットレールが封入されている。
  - GO!GO!トレイン - スルッとKANSAIから発売されている鉄道玩具。上記のアットレールが封入されている。
- ダイソースーパーエクスプレス - ダイソーから発売されている鉄道玩具。レールは灰色または黄色である。レールや情景部品などの構成がプラレールに類似する。
- ダイソープチ電車シリーズ - ダイソーから発売されている鉄道玩具。上記のスーパーエクスプレスと違い、車両が実車となっている。レールなどは、スーパーエクスプレスの物が改良または流用されている。
- Trackmaster（トラックマスター） - プラレールトーマスシリーズの海外展開分の後継商品。2007年、ヒット・エンターテインメント（きかんしゃトーマスの権利所有者）の子会社ヒット・トイカンパニーにプラレールを販売する権利が譲られた際、名称とともにレールシステムの変更がなされ、後に一部メインキャラクターに対するリニューアルなど独自の発展を遂げた。2012年にヒット社がマテルに買収されたことにより、販売元がフィッシャープライスに移り、2014年には大幅なリニューアルが行われた。そのため、プラレールと現在のトラックマスター（2020年以降は単に"Motorized"と呼ばれている）にはほとんど互換性が無いものの、連結器の形状や日本の貨車（ワム等）が付属することなどから、その名残を確認できる。